# Walter Rolfe
Walter Rolfe (Rumford Corner (Maine), 18 december 1880 – Brighton, 18 januari 1944) was een Amerikaans componist, organist en muziekuitgever. 

## Levensloop
Walter Rolfe studeerde muziek bij onder andere Hans van den Burg en A. W. Lillianthal in New York. Aansluitend was hij organist in de First Methodist Episcopal Church. Als componist schreef hij veel werken voor piano, orkest en harmonieorkest, wereldlijke en kerkelijke liederen. In totaal componeerde hij rond 300 werken.
Op 16 februari 1913 huwde hij met Katherine Armour. 
Hij werkte ook als pianoleraar en leraar voor muziektheorie, maar vooral als muziekuitgever in de Century Music Company. 

## Composities

### Werken voor orkest
- 1904 Northern Belles, voor orkest
- 1914 Delectation Delight, Valse Hesitation
- 1920 Dreamily Drifting
- Cupid astray

### Werken voor harmonieorkest
- 1909 Wildfire, March and Two-Step
- 1914 Delectation Delight, Valse Hesitation
- 1920 Dreamily Drifting
- 1924 Little Soldier March

### Vocale muziek
- 1903 The Little Church Where You and I Were Wed, voor sopraan en piano - tekst: van de componist
- 1901 Beneath The Pines of Maine, voor zangstem en piano - tekst: van de componist
- Fair Killarney Across the Sea, voor zangstem en piano

### Werken voor piano
- 1900 When the Lilacs Are in Bloom
- 1902 The song that I hear in my dreams
- 1903 The Happy Hayseed
- 1906 I've Comefor My Answer Annie Lee
- 1906 Kiss of Spring,  wals
- 1906 Sunbeam dance, Schottische
- 1906 When the Green Leaves Turn to Gold
- 1907 An Autumn Reverie
- 1907 Mandy Jane
- 1908 Captain Bing
- 1909 Garden of Love
- 1909 Heart murmurs, wals
- 1909 There'll Come a Day of Reckoning
- 1909 Wildfire, March and Two-Step
- 1910 Irvina, intermezzo
- 1910 Spying cupid, wals
- 1910 The Call To Arms
- 1910 Vision of Love
- 1911 Cupid's kiss, wals
- 1911 Dream kisses, wals
- 1911 That Fascinating Rag
- 1911 Under the rafters, rustic dance
- 1912 A Little While
- 1912 Suzanne
- 1912 Teach Me to Live
- 1912 What Do You Think of That?
- 1914 Twilight Hours Waltz
- 1915 Dreamland Voices
- 1915 Love in May
- 1915 Rosemary Valse Boston
- 1915 Springtime of youth, valse Boston hesitation
- 1916 Pictures in the Firelight
- 1917 L'encore
- 1917 Mood Pensive

- 1918 Dream Memories
- 1918 Hawaiian Dream
- 1918 Sylvan Dreams
- 1919 The Big Bass Singer
- 1921 Comrades waltz, voor twee piano's
- 1922 With charming grace, entr'acte
- 1923 Candle-Glow
- 1923 Elfin Dreams
- 1923 Stolen Kisses
- 1923 Water-Nymphs
- 1924 Little Soldier March
- 1924 Twilight Visions
- 1925 Comin' Home to You
- 1925 Dream of love
- 1925 The Moon Rocket
- 1929 Larkspur
- 1931 Dream Visions
- 1934 Breezes on the lake
- 1938 Harbinger of Spring
- 1938 Old time minstrel show, (clog dance)
- 1940 The march of kings
- 1943 Autumn splendor, wals
- 1944 Moon shadows, arpeggio waltz caprice
- Am Sin
- Dreaming, wals
- Goosey, Goosey, Gander
- Night of Love
- On the Trail, voor piano vierhandig
- Singing as We Go
- Soaring
- Song of the Mermaids
- The Boy Scouts' Hide
- The Skaters Waltz
- Vale of Song